# Watzmann
Watzmann es un macizo montañoso de los Alpes de Berchtesgaden, pertenecientes a los Alpes bávaros, al sur de Alemania, en la frontera con Austria. El macizo tiene cuatro picos: Mittelspitze (2713 m), Südspitze (2712 m), Hocheck (2651 m) y Kleiner Watzmann ("Watzmannfrau", 2307 m) y es vecino del macizo Hochkönig. Su muro oriental tiene una longitud de 1750 m, lo que le hacen uno de los más altos de los Alpes. 
Se puede ascender por la cresta de 3 km por una vía ferrata de dificultad B. El macizo se encuentra dentro parque nacional de Berchtesgaden. 

## Galería de imágenes

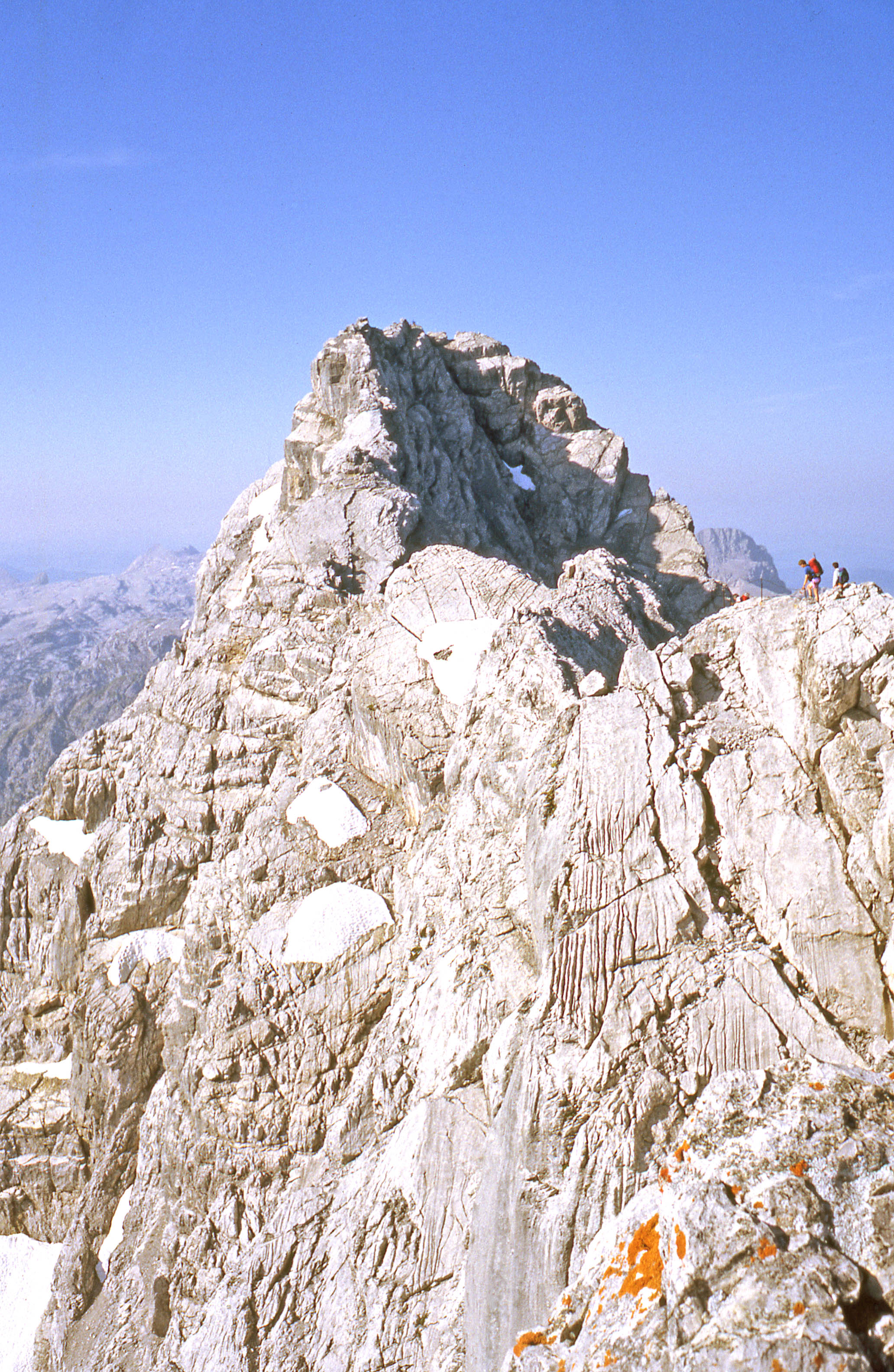
Pico del macizo.
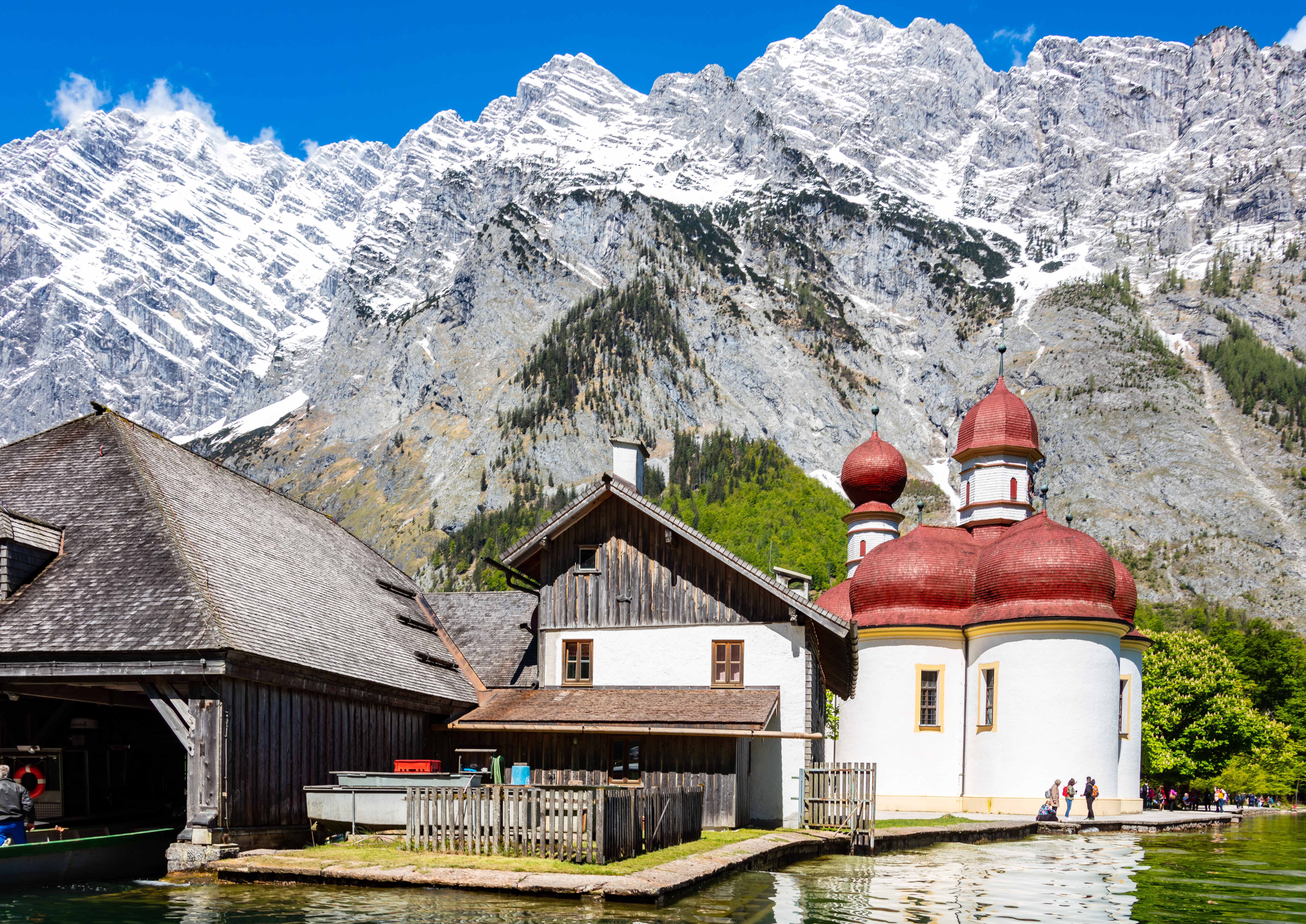
Iglesia de San Bartolomé, en el lago Königssee, con Watzmann al fondo.
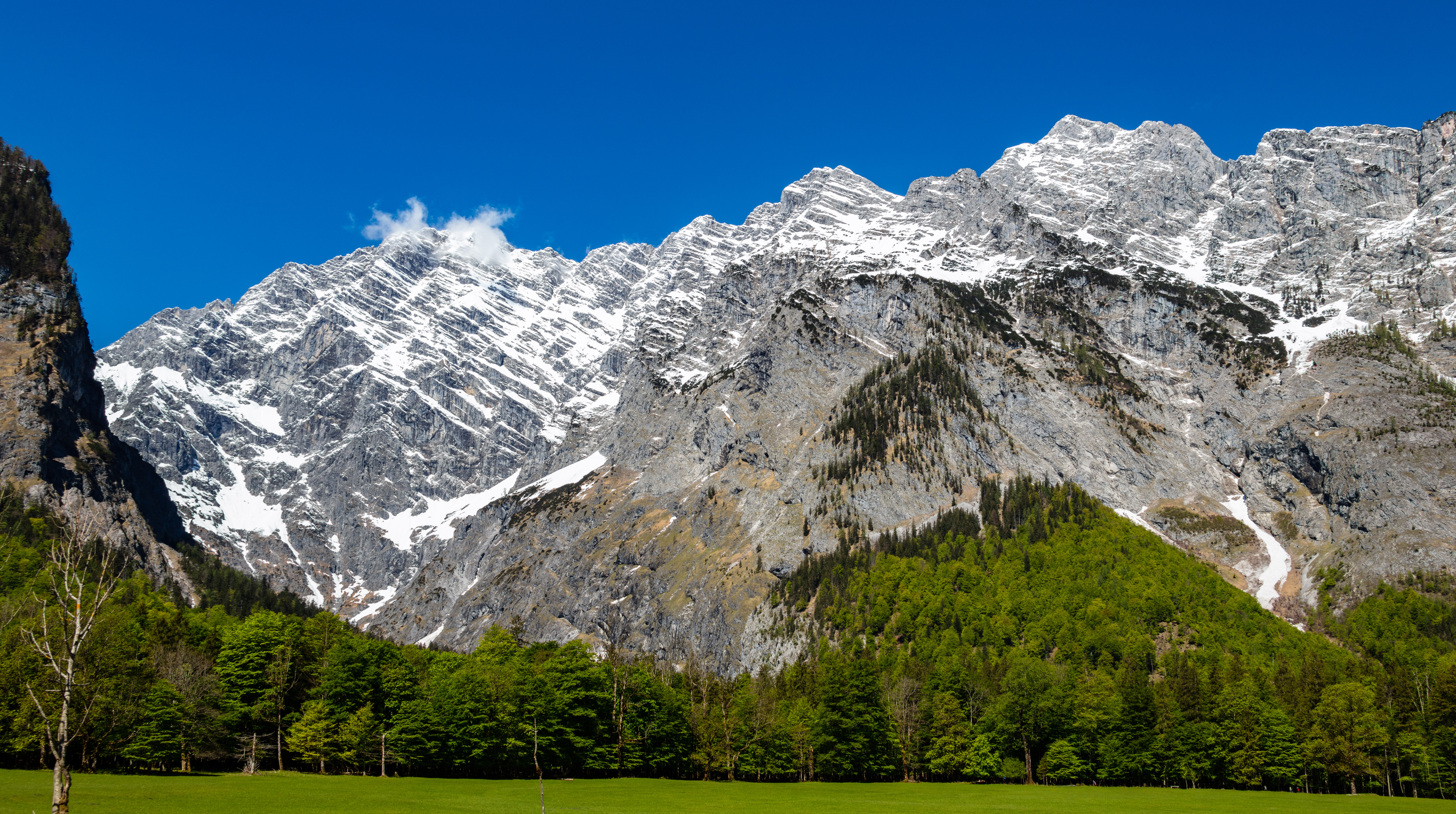
Vista del macizo.
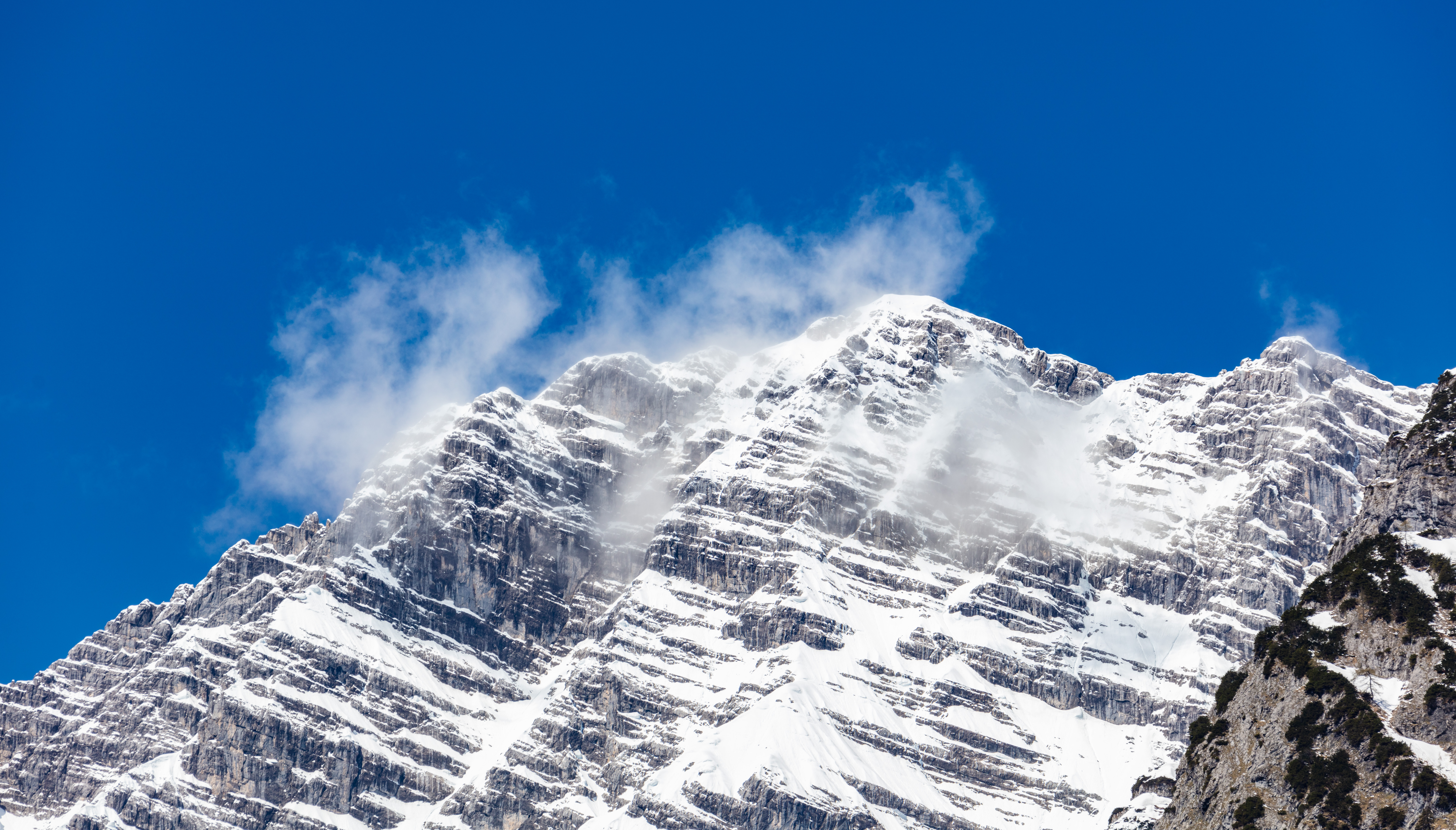
Detalle.